# Thomas Barclay
Thomas Barclay, född 20 februari 1853, död 20 januari 1941, var en brittisk jurist och politiker.
Barclay var 1876-82 korrespondent för The Times i Paris. Han blev 1881 advokat i London, därefter verksam i Paris. 1899-1900 var han ordförande i brittiska handelskammaren i Paris, och 1914-1921 ordöfrande i Institut de droit international 1914-21. Barclay har utgett flera skrifter och artiklar i internationell rätt och verkat för mellanfolkliga fredssträvanden, bland annat för samförståndet mellan England och Frankrike 1903 och för ett gott förhållande till Tyskland.